# Grupo Amigão
O Grupo Amigão, anteriormente Companhia Sulamericana de Distribuição (CSD) é uma rede de supermercados brasileira com sede em Maringá. É o terceiro maior grupo do Paraná (atrás do Muffato e Condor) e  a 17ª rede supermercadista no ranking da ABRAS. Foi originada da fusão rede Cidade Canção (fundada em 1977) e rede São Francisco (fundada em 1982), agora suas bandeiras. 
Recebeu investimento no valor de R$ 100 milhões do fundo inglês private equity Actis para sua expansão.
Em 2011 adquiriu suas primeiras unidades no Estado de São Paulo através da compra de 2 lojas da Rede de Supermercados Passarelli em Araçatuba e Birigui, por R$ 7,5 milhões.
Em 2014 a rede adquire 10 lojas da rede Amigão de São Paulo e abre um CD com mais de   30.000m2  em Paiçandu, na região de Maringá.
Em 2019 a rede lança a marca Stock Atacadista, que é responsável pelas lojas no modelo atacarejo da companhia.
Em 2023 altera seu nome para Grupo Amigão, unificando suas três bandeiras varejistas sob o mesmo nome
Atualmente a rede possui 55 lojas, sendo 38 no interior do Paraná, 16 no interior de São Paulo e 3 no Mato Grosso do Sul.

## Expansão
Paraná
- Paiçandu
- Londrina
- Maringá

## Lojas
Mato Grosso do Sul
- Dourados
- Naviraí
- Três Lagoas

 Paraná
- Apucarana
- Arapongas
- Bandeirantes
- Cianorte (3 lojas)
- Cornélio Procópio (2 lojas)
- Foz do Iguaçu
- Jandaia do Sul
- Londrina (2 lojas)
- Mandaguari
- Marialva
- Maringá (17 lojas)
- Paiçandu
- Paranavaí (2 lojas)
- Rolândia
- Sarandi
- Toledo (2 lojas)
- Umuarama (2 lojas)

 São Paulo
- Araçatuba (2 Lojas)
- Assis
- Birigui (3 lojas)
- Fernandópolis
- Lins (3 lojas)
- Marília
- Ourinhos
- Presidente Prudente
- Promissão (2 lojas)
- Tupã
- Votuporanga (2 lojas)
- São José do Rio Preto (4 Lojas) [7]